# Посадовиці
Посадовиці (пол. Posadowice, нім. Postelwitz) — село в Польщі, у гміні Берутув Олесницького повіту Нижньосілезького воєводства. Населення — 320 осіб (2011).
У 1975-1998 роках село належало до Вроцлавського воєводства.

## Демографія
Демографічна структура станом на 31 березня 2011 року:
|          | Загалом | Допрацездатний вік | Працездатний вік | Постпрацездатний вік |
| -------- | ------- | ------------------ | ---------------- | -------------------- |
| Чоловіки | 155     | 36                 | 105              | 14                   |
| Жінки    | 165     | 38                 | 87               | 40                   |
| Разом    | 320     | 74                 | 192              | 54                   |